# Procleomenes borneensis
Procleomenes borneensis är en skalbaggsart som beskrevs av Tatsuya Niisato 1986. Procleomenes borneensis ingår i släktet Procleomenes och familjen långhorningar. Inga underarter finns listade i Catalogue of Life.